# Associazione Calcio Cesena 1987-1988
Questa voce raccoglie le informazioni riguardanti l'Associazione Calcio Cesena nelle competizioni ufficiali della stagione 1987-1988.

## Stagione

Il neoacquisto e neocapitano cesenate Agostino Di Bartolomei

Nella stagione 1987-1988 il Cesena disputa il campionato di Serie A: con 26 punti raccolti, si piazza in nona posizione. Per questa stagione, affidato alle cure del tecnico Alberto Bigon, il club disputa un discreto girone di andata ottenendo 15 punti; poi cala alla distanza, pur senza mai rischiare la categoria, chiudendo il torneo con 3 lunghezze di vantaggio sull'Avellino, retrocesso con l'Empoli, giunto ultimo con 20 punti, ma partito penalizzato di 5 punti. Lo straniero dei bianconeri di questa stagione è un difensore, il libero serbo Davor Jozić. Lo scudetto è stato vinto dal Milan con 45 punti, secondo il Napoli con 42 punti.
In Coppa Italia il Cesena, nella fase a gironi disputata nel precampionato, si piazza al terzo posto del proprio raggruppamento con 10 punti, frutto di tre vittorie e due sconfitte, una lunghezza dietro Bologna e Verona entrambe promosse agli ottavi di finale. Per questa stagione, nelle gare di qualificazione della Coppa Italia ci sono alcune modifiche al regolamento: si assegnano 3 punti a chi vince nei novanta minuti regolamentari, mentre chi pareggia va ai tiri di rigore, che assegnano 2 punti ai vincitori e un punto agli sconfitti; nel computo della differenza reti, non è considerato l'epilogo ai rigori.

## Rosa
| N. |                       | Ruolo | Calciatore           |
| -- | --------------------- | ----- | -------------------- |
|    | Italia (bandiera)     | P     | Stefano Dadina       |
|    | Italia (bandiera)     | P     | Alberto Fontana      |
|    | Italia (bandiera)     | P     | Sebastiano Rossi     |
|    | Italia (bandiera)     | D     | Michele Armenise     |
|    | Italia (bandiera)     | D     | Roberto Bordin       |
|    | Italia (bandiera)     | D     | Alberto Cavasin      |
|    | Italia (bandiera)     | D     | Giampaolo Ceramicola |
|    | Italia (bandiera)     | D     | Fabio Cucchi         |
|    | Italia (bandiera)     | D     | Agatino Cuttone      |
|    | Italia (bandiera)     | D     | Gianni Flamigni      |
|    | Jugoslavia (bandiera) | D     | Davor Jozić          |
|    | Italia (bandiera)     | D     | Lorenzo Minotti      |
|    | Italia (bandiera)     | D     | Gianluca Ricci       |

| N. |                   | Ruolo | Calciatore                        |
| -- | ----------------- | ----- | --------------------------------- |
|    | Italia (bandiera) | C     | Giuseppe Angelini                 |
|    | Italia (bandiera) | C     | Fabio Aselli                      |
|    | Italia (bandiera) | C     | Alessandro Bianchi                |
|    | Italia (bandiera) | C     | Andrea Del Bianco                 |
|    | Italia (bandiera) | C     | Agostino Di Bartolomei (capitano) |
|    | Italia (bandiera) | C     | Stefano Impallomeni               |
|    | Italia (bandiera) | C     | Gianluca Leoni                    |
|    | Italia (bandiera) | C     | Patrizio Sala                     |
|    | Italia (bandiera) | C     | Dario Sanguin                     |
|    | Italia (bandiera) | A     | Giuseppe Lorenzo                  |
|    | Italia (bandiera) | A     | Ruggiero Rizzitelli               |
|    | Italia (bandiera) | A     | Pasquale Traini                   |

## Calciomercato
| Acquisti | Acquisti               | Acquisti   | Acquisti      |
| R.       | Nome                   | da         | Modalità      |
| -------- | ---------------------- | ---------- | ------------- |
| D        | Davor Jozić            | Sarajevo   | definitivo    |
| D        | Giampaolo Ceramicola   | Brescia    | definitivo    |
| D        | Agostino Di Bartolomei | Milan      | definitivo    |
| A        | Giuseppe Lorenzo       | Sampdoria  | definitivo    |
| C        | Michele Armenise       | Bari       | definitivo    |
| C        | Alessandro Bianchi     | Padova     | fine prestito |
| P        | Alberto Fontana        | Vis Pesaro | fine prestito |

| Cessioni         | Cessioni          | Cessioni  | Cessioni   |
| R.               | Nome              | a         | Modalità   |
| ---------------- | ----------------- | --------- | ---------- |
| D                | Lorenzo Minotti   | Parma     | definitivo |
| D                | Franco Pancheri   | Casertana | definitivo |
| A                | Fulvio Simonini   | Padova    | definitivo |
| C                | Patrizio Sala     | Parma     | definitivo |
| C                | Roberto Barozzi   | Cagliari  | definitivo |
| Altre operazioni |                   |           |            |
| R.               | Nome              | a         | Modalità   |
| P                | Stefano Dadina    | Prato     | definitivo |
| D                | Fabio Cucchi      | Bari      | definitivo |
| A                | Moreno Morbiducci | Gubbio    | definitivo |

## Risultati

### Serie A

#### Girone di andata
| Arbitro: | Magni (Bergamo) |

|  |           |           |
|  | Marcatori | 61’ Bagni |

| Arbitro: | Pairetto (Torino) |

|                       |           |  |
| Völler 73’ Boniek 75’ | Marcatori |  |

| Cesena 27 settembre 1987 3ª giornata | Cesena            | 0 – 0 referto | Milan | Stadio La Fiorita (23.559 spett.)\| Arbitro: \| Bergamo (Livorno) \| |
| Arbitro:                             | Bergamo (Livorno) |               |       |                                                                      |

| Arbitro: | Fabricatore (Roma) |

|                  |           |  |
| Jozić 89’ (aut.) | Marcatori |  |

| Cesena 11 ottobre 1987 5ª giornata | Cesena           | 0 – 0 referto | Torino | Stadio La Fiorita (12.540 spett.)\| Arbitro: \| Casarin (Milano) \| |
| Arbitro:                           | Casarin (Milano) |               |        |                                                                     |

| Arbitro: | Paparesta (Bari) |

|              |           |            |
| Di Mauro 84’ | Marcatori | 6’ Bianchi |

| Arbitro: | Di Cola (Avezzano) |

|                                                       |           |                |
| Salsano 18’ Vierchowod 20’ R. Mancini 53’ (rig.), 87’ | Marcatori | 70’ Rizzitelli |

| Arbitro: | Amendolia (Messina) |

|                          |           |  |
| Di Bartolomei 60’ (rig.) | Marcatori |  |

| Arbitro: | Paparesta (Bari) |

|               |           |                |
| Brio 53’, 69’ | Marcatori | 75’ Rizzitelli |

| Arbitro: | Pezzella (Frattamaggiore) |

|             |           |  |
| Lorenzo 67’ | Marcatori |  |

| Arbitro: | Coppetelli (Tivoli) |

|                                           |           |  |
| Moz 52’ (aut.) Sanguin 86’ Rizzitelli 89’ | Marcatori |  |

| Arbitro: | Di Cola (Avezzano) |

|                        |           |                            |
| Cucchi 29’ (rig.), 36’ | Marcatori | 24’ Lorenzo 45’ Rizzitelli |

| Arbitro: | Lo Bello (Siracusa) |

|                |           |             |
| Ceramicola 33’ | Marcatori | 76’ Cecconi |

| Arbitro: | Luci (Firenze) |

|                             |           |  |
| Passarella 8’ Altobelli 20’ | Marcatori |  |

| Arbitro: | Frigerio (Milano) |

|                          |           |  |
| Di Bartolomei 37’ (rig.) | Marcatori |  |

#### Girone di ritorno
| Arbitro: | Paparesta (Bari) |

|                        |           |  |
| Careca 9’ Maradona 41’ | Marcatori |  |

| Cesena 31 gennaio 1988 17ª giornata | Cesena              | 0 – 0 referto | Roma | Stadio La Fiorita (20.881 spett.)\| Arbitro: \| Amendolia (Messina) \| |
| Arbitro:                            | Amendolia (Messina) |               |      |                                                                        |

| Arbitro: | Luci (Firenze) |

|                                  |           |  |
| Gullit 13’ Evani 72’ Massaro 83’ | Marcatori |  |

| Arbitro: | Coppetelli (Tivoli) |

|  |           |            |
|  | Marcatori | 55’ Pagano |

| Arbitro: | Sguizzato (Verona) |

|                                  |           |                                      |
| Cravero 70’ (rig.) Bresciani 86’ | Marcatori | 12’ Lorenzo 45’ (rig.) Di Bartolomei |

| Arbitro: | Casarin (Milano) |

|                   |           |                      |
| Di Bartolomei 58’ | Marcatori | 84’ (rig.) Schachner |

| Arbitro: | Magni (Bergamo) |

|                  |           |  |
| Bianchi 15’, 40’ | Marcatori |  |

| Arbitro: | Frigerio (Milano) |

|                                          |           |             |
| Battistini 13’ Díaz 16’ Leoni 33’ (aut.) | Marcatori | 47’ Lorenzo |

| Cesena 27 marzo 1988 24ª giornata | Cesena                    | 0 – 0 referto | Juventus | Stadio La Fiorita (30.000 spett.)\| Arbitro: \| Pezzella (Frattamaggiore) \| |
| Arbitro:                          | Pezzella (Frattamaggiore) |               |          |                                                                              |

| Arbitro: | Amendolia (Messina) |

|  |           |                |
|  | Marcatori | 34’ Rizzitelli |

| Arbitro: | Agnolin (Bassano del Grappa) |

|                         |           |  |
| Giunta 2’ Borgonovo 70’ | Marcatori |  |

| Arbitro: | Lombardo (Marsala) |

|                |           |                    |
| Rizzitelli 46’ | Marcatori | 76’ (aut.) Cuttone |

| Arbitro: | Casarin (Milano) |

|           |           |  |
| Caneo 47’ | Marcatori |  |

| Arbitro: | D'Elia (Salerno) |

|                        |           |                                 |
| Bordin 73’ Lorenzo 76’ | Marcatori | 42’ (rig.) Altobelli 60’ Serena |

| Ascoli Piceno 15 maggio 1988 30ª giornata | Ascoli            | 0 – 0 referto | Cesena | Stadio Cino e Lillo Del Duca (10.479 spett.)\| Arbitro: \| Pairetto (Torino) \| |
| Arbitro:                                  | Pairetto (Torino) |               |        |                                                                                 |

### Coppa Italia

#### Primo turno
| Arbitro: | Coppetelli (Tivoli) |

|  |           |               |
|  | Marcatori | 3’ Rizzitelli |

| Arbitro: | Pairetto (Torino) |

|  |           |              |
|  | Marcatori | 41’ Pradella |

| Arbitro: | Baldas (Trieste) |

|              |           |                          |
| Bizzarri 30’ | Marcatori | 41’ Rizzitelli 70’ Jozić |

| Arbitro: | Casarin (Milano) |

|                                                          |                      |                                                                       |
| Ceramicola 49’ Fontolan 56’ (aut.) Lorenzo 71’           | Marcatori            | 53’ Di Gennaro 55’ Galia 78’ G. Iachini                               |
| Traini Jozić Lorenzo Bianchi Di Bartolomei Cuttone Leoni | Tiri di rigore 4 – 5 | Elkjær Larsen Di Gennaro Berthold Galia Bruni G. Iachini F. Gasparini |

| Arbitro: | Novi (Pisa) |

|                   |           |                                                 |
| M. Pellegrini 61’ | Marcatori | 15’ (rig.) Traini 35’, 76’ Rizzitelli 78’ Jozić |

## Statistiche

### Statistiche di squadra
| Competizione | Punti | In casa | In casa | In casa | In casa | In casa | In casa | In trasferta | In trasferta | In trasferta | In trasferta | In trasferta | In trasferta | Totale | Totale | Totale | Totale | Totale | Totale | DR |
| Competizione | Punti | G       | V       | N       | P       | Gf      | Gs      | G            | V            | N            | P            | Gf           | Gs           | G      | V      | N      | P      | Gf     | Gs     | DR |
| ------------ | ----- | ------- | ------- | ------- | ------- | ------- | ------- | ------------ | ------------ | ------------ | ------------ | ------------ | ------------ | ------ | ------ | ------ | ------ | ------ | ------ | -- |
| Serie A      | 26    | 15      | 5       | 8       | 2       | 13      | 7       | 15           | 2            | 4            | 9            | 10           | 25           | 30     | 7      | 12     | 11     | 23     | 32     | -9 |
| Coppa Italia | 10    | 2       | 0       | 1       | 1       | 3       | 4       | 3            | 3            | 0            | 0            | 7            | 2            | 5      | 3      | 1      | 1      | 10     | 6      | +4 |
| Totale       | 36    | 17      | 5       | 9       | 3       | 16      | 11      | 18           | 5            | 4            | 9            | 17           | 27           | 35     | 10     | 13     | 12     | 33     | 38     | -5 |

### Statistiche dei giocatori
| Giocatore        | Serie A  | Serie A | Serie A     | Serie A    | Coppa Italia | Coppa Italia | Coppa Italia | Coppa Italia | Totale   | Totale | Totale      | Totale     |
| Giocatore        | Presenze | Reti    | Ammonizioni | Espulsioni | Presenze     | Reti         | Ammonizioni  | Espulsioni   | Presenze | Reti   | Ammonizioni | Espulsioni |
| ---------------- | -------- | ------- | ----------- | ---------- | ------------ | ------------ | ------------ | ------------ | -------- | ------ | ----------- | ---------- |
| G. Angelini      | 14       | 0       | ?           | ?          | 4            | 0            | ?            | ?            | 18       | 0      | ?           | ?          |
| M. Armenise      | 20       | 0       | ?           | ?          | 0            | 0            | 0            | 0            | 20       | 0      | 0+          | 0+         |
| F. Aselli        | 3        | 0       | ?           | ?          | 1            | 0            | ?            | ?            | 4        | 0      | ?           | ?          |
| A. Bianchi       | 28       | 3       | ?           | ?          | 4            | 0            | ?            | ?            | 32       | 3      | ?           | ?          |
| R. Bordin        | 27       | 1       | ?           | ?          | 5            | 0            | ?            | ?            | 32       | 1      | ?           | ?          |
| A. Cavasin       | 25       | 0       | ?           | ?          | 5            | 0            | ?            | ?            | 30       | 0      | ?           | ?          |
| G. Ceramicola    | 25       | 1       | ?           | ?          | 2            | 1            | ?            | ?            | 27       | 2      | ?           | ?          |
| F. Cucchi        | 2        | 0       | ?           | ?          | 5            | 0            | ?            | ?            | 7        | 0      | ?           | ?          |
| A. Cuttone       | 28       | 0       | ?           | ?          | 5            | 0            | ?            | ?            | 33       | 0      | ?           | ?          |
| S. Dadina        | 3        | -4      | ?           | ?          | 0            | 0            | 0            | 0            | 3        | -4     | 0+          | 0+         |
| A. Di Bartolomei | 25       | 4       | ?           | ?          | 2            | 0            | ?            | ?            | 27       | 4      | ?           | ?          |
| G. Flamigni      | 2        | 0       | ?           | ?          | 0            | 0            | 0            | 0            | 2        | 0      | 0+          | 0+         |
| D. Jozić         | 28       | 0       | ?           | ?          | 5            | 2            | ?            | ?            | 33       | 2      | ?           | ?          |
| G. Leoni         | 27       | 0       | ?           | ?          | 5            | 0            | ?            | ?            | 32       | 0      | ?           | ?          |
| G. Lorenzo       | 27       | 5       | ?           | ?          | 4            | 1            | ?            | ?            | 31       | 6      | ?           | ?          |
| R. Rizzitelli    | 30       | 5       | ?           | ?          | 5            | 4            | ?            | ?            | 35       | 9      | ?           | ?          |
| S. Rossi         | 27       | -28     | ?           | ?          | 5            | -6           | ?            | ?            | 32       | -34    | ?           | ?          |
| P. Sala          | 2        | 0       | ?           | ?          | 2            | 0            | ?            | ?            | 4        | 0      | ?           | ?          |
| D. Sanguin       | 24       | 1       | ?           | ?          | 3            | 0            | ?            | ?            | 27       | 1      | ?           | ?          |
| P. Traini        | 16       | 0       | ?           | ?          | 5            | 1            | ?            | ?            | 21       | 1      | ?           | ?          |